# Livre des Martyrs

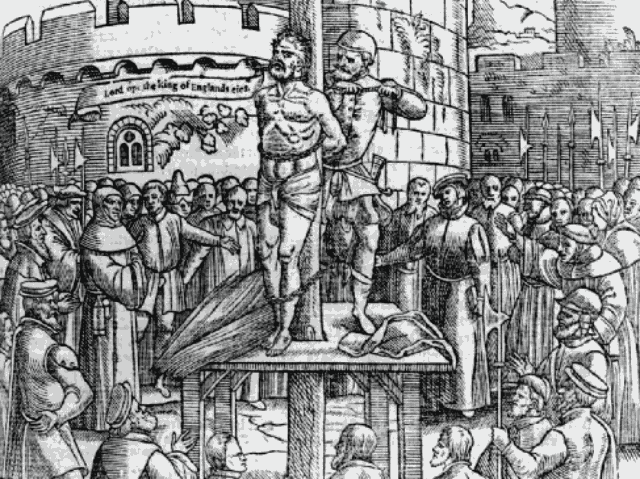
William Tyndale, juste avant d'être étranglé puis brûlé au bûcher, il s'écrie : Lord, open the King of England's eyes (« Seigneur, ouvre les yeux du roi d'Angleterre »), gravé sur bois pour une des premières éditions du Livre des Martyrs.

Le Livre des Martyrs de Foxe, par John Foxe, est un récit des martyrs chrétiens à travers l'Histoire de l'Occident du Ier siècle jusqu'au début du XVIe siècle, et mettant l'accent sur les souffrances des protestants et proto-protestants anglais depuis le XIVe siècle jusqu'au règne de Marie Ire. 
D'abord publié en 1563 par l'éditeur protestant John Day, le livre fut somptueusement produit et illustré avec beaucoup de gravures sur bois. Ce fut le plus important projet de publication en Grande-Bretagne jamais réalisé jusqu'alors. Largement possédé et lu par les puritains anglais, le livre a contribué à modeler l'opinion populaire britannique sur la nature du catholicisme pour de nombreux siècles.

## Un ouvrage de la Réforme
Publié au commencement du règne d'Élisabeth Ire et seulement cinq ans après la mort de la reine catholique Marie Ire d'Angleterre, le livre est une affirmation de la Réforme protestante en Angleterre dans la période de conflits religieux entre catholiques et protestants. Parce que le monarque anglais est le chef temporel de l'Église d'Angleterre, un changement de commandement peut changer le statut légal de la pratique religieuse. Les adhérents de cette foi rejetée risquent une persécution de la part de l'État, et au cours du règne de Marie Ire d'Angleterre, les non-catholiques furent brûlés aux bûchers des places publiques. Le récit de Foxe sur ces martyres contribua significativement à un rejet nationaliste de l'Église catholique] et valorise une justification historique tendant à déterminer l'Église d'Angleterre comme une continuation de la véritable Église chrétienne plutôt comme une innovation moderne.

## Structure générale du texte

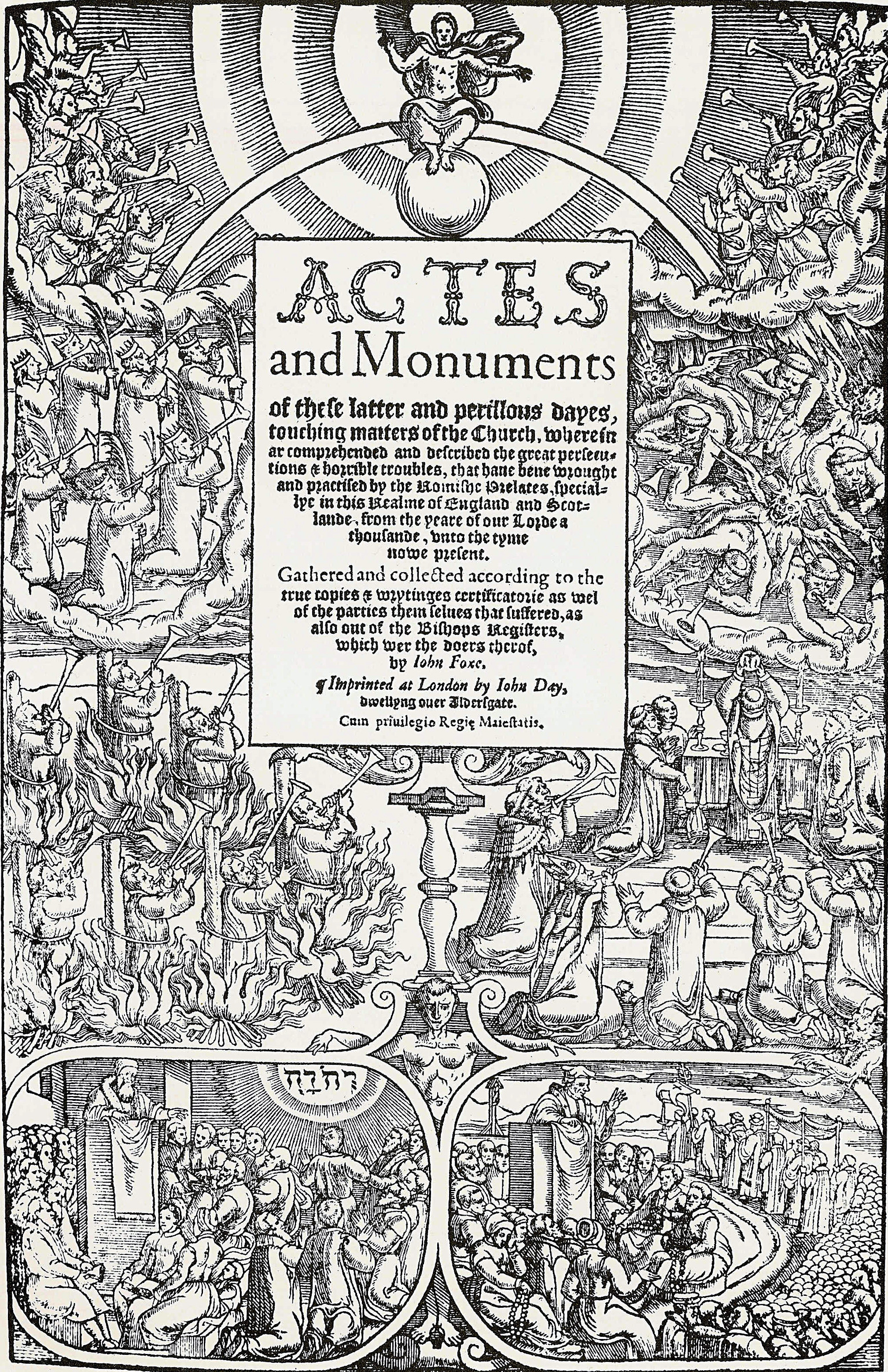
Page de garde de la première édition en anglais, 1563

La Première Partie couvrait la période des premiers martyrs chrétiens, une brève histoire de l'Église médiévale, incluant les Inquisitions, et une histoire du mouvement des Wycliffite ou Lollards. La Seconde Partie de l'ouvrage concernait les règnes d'Henri VIII et d'Édouard VI, au cours desquels la mésentente avec Rome amena la rupture entre l'Église d'Angleterre et l'autorité papale, une nouvelle fondation pour l'Église d'Angleterre, et l'émission du Livre de la prière commune. La Troisième Partie traitait du règne de la reine Marie et des persécutions mariales, en partie recherchées par Edmund Bonner, l'évêque de Londres.
Le récit de Foxe sur les années du règne de Marie Ire est fondé sur l'addition en 1559 par Robert Crowley d'une chronique historique de 1549, par l'évêque Thomas Cooper, qui est elle-même le prolongement d'un travail initié par Thomas Lanquet. Cooper, qui devint un évêque de l'Église d'Angleterre, est fortement opposé à la version de Crowley. Ils publièrent vite deux nouvelles éditions réputées « correctes ».

## Éditions
Foxe commence son livre en 1552, sous le règne d'Édouard VI, avant l'arrivée des bûchers de Marie Ire. En 1554, alors toujours en exil, Foxe publie en latin à Strasbourg la première esquisse de son grand ouvrage, mettant l'accent sur la persécution des Lollards anglais durant le XVe siècle. Mais comme on entend parler de la persecution anglaise contemporaine dans le continent, Foxe entreprend de collecter des matériaux pour continuer son histoire au présent. Il publie la première vréritable édition de son livre célèbre à Bâle en août 1559 : le segment sur les Martyrs n'est "pas plus qu'un fragment." Bien sûr, il est difficile d'écrire l'histoire contemporaine anglaise en vivant (comme il le dit plus tard) "dans les parties reculées de l'Allemagne, où peu d'amis, aucune conversation, [et] peu d'information pouvait exister." Néanmoins, Foxe, qui avait quitté l'Angleterre à la fois pauvre et ignoré, revient toujours aussi pauvre mais ayant gagné une grande réputation grâce à son ouvrage en latin.

### Première édition

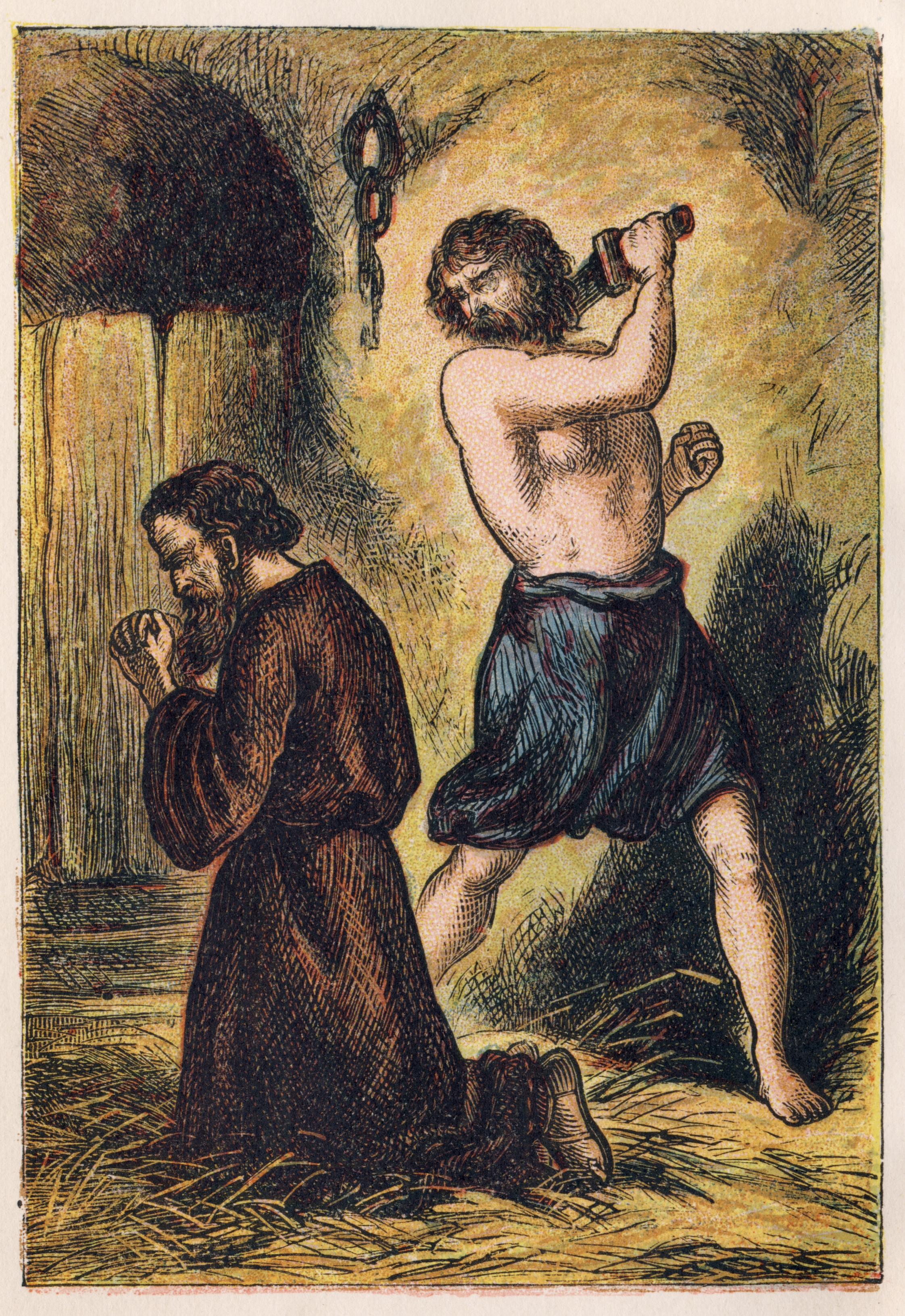
"Martyre de St. Paul" in copie du Foxe's Book of Martyrs illustré par J. M. Kronheim, 1887.

En mars 1563, Foxe publie la première édition anglaise sur la presse de John Day. Comme est typique pour l'époque, le titre entier fait un long paragraphe et les érudits l'abrègent en Acts and Monuments.

### Seconde édition
Le livre est immédiatement attaqué par des catholiques comme Thomas Harding, Thomas Stapleton, et Nicholas Harpsfield. Harding, dans l'esprit de l'âge, appelle le livre "cette colline d'excrément de vos martyrs puants... plein de mille mensonges".
Pour fortifier son livre contre la critique et étant inondé de nouveau matériel dévoilé après la première édition, Foxe publie une autre édition en 1570 et quand ses nouvelles critiques sont assez justes, Foxe enlève les anciens passages critiqués. S'il enlève du matériel de la première édition, la nouvelle édition reste presque le double de la première.
L'édition est bien reçue par l'Église anglaise et la chambre haute de la convocation de Canterbury, en 1571, ordonne qu'une copie de Bishop's Bible ainsi que "cette histoire complète intitulée Monuments des martyrs" soit installée dans chaque église cathédrale et que les officiants de ces églises conservent ces copies en leur demeure pour l'usage des domestiques et des visiteurs. Cette décision aide l'imprimeur de Foxe, John Day, qui a pris tant de risques financiers en imprimant un travail si énorme.

### Troisième et quatrième éditions
Foxe publie une troisième édition en 1576, mais quasiment une réimpression de la seconde bien qu'imprimée sur du papier de qualité moindre et avec une typographie plus petite. La 4e édition publiée en 1583, la dernière du vivant de Foxe, bénéficiant d'une typographie plus grande et d'un meilleur papier, se présente en « deux volumes d'environ deux mille pages en folio écrites en doubles colonnes ». Près de quatre fois la longueur de la Bible, la quatrième édition est le livre anglais le plus physiquement imposant, compliqué et techniquement exigeant de son temps. Il ne semble pas hasardeux de dire qu'il s'agit du livre le plus gros et le plus compliqué à réaliser des deux ou trois premiers siècles de l'histoire de l'édition en Angleterre". La page de titre incluait une poignante requête de la part de l'auteur : desireth thee, good reader, to help him with thy prayer (« désire, bon lecteur, l'aider par ta prière »).

## Fiabilité

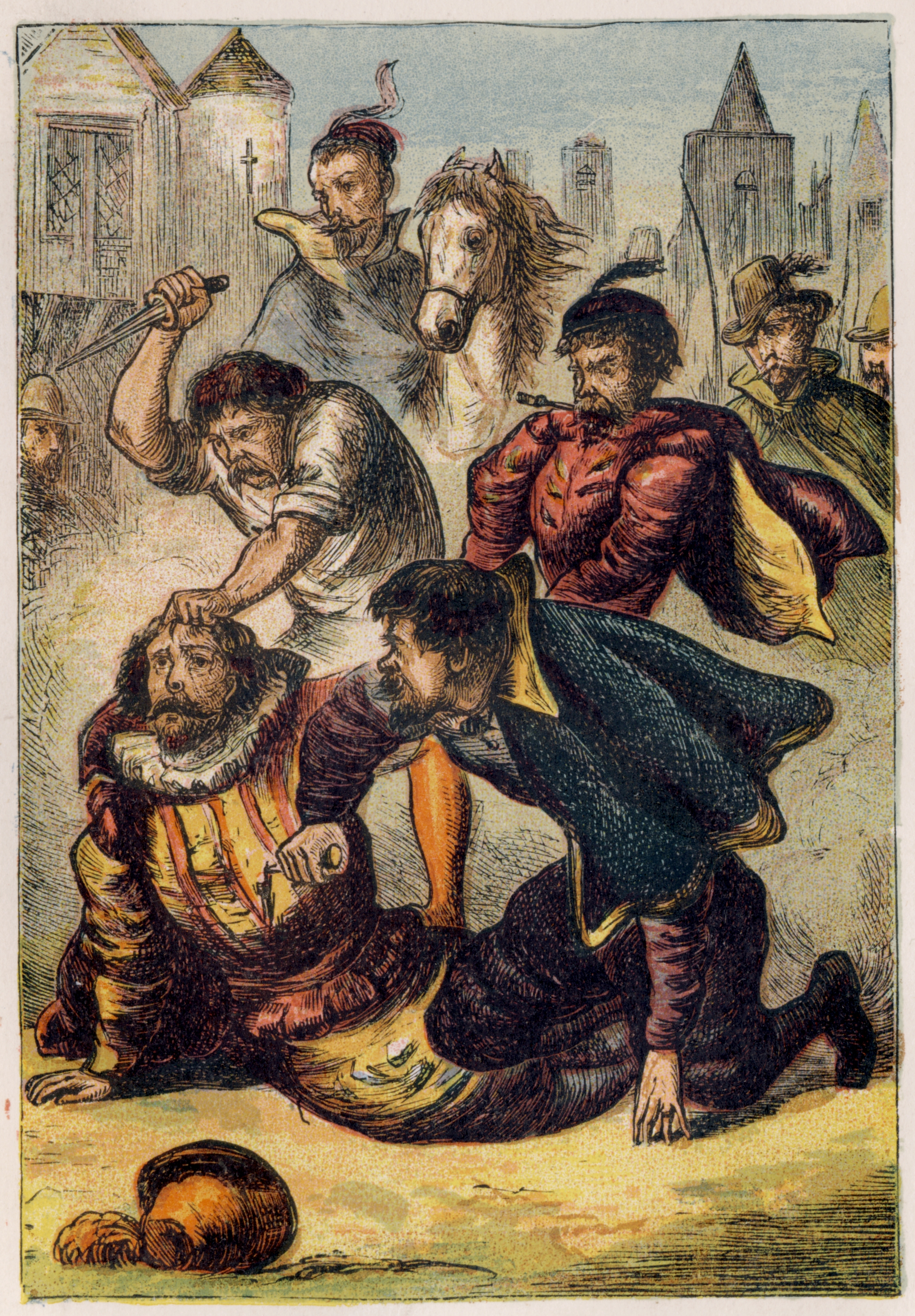
L'assassinat de Pierre de La Place. Illustration par J. M. Kronheim in Le Livre des martyrs (Book of Martyrs) de Foxe.

Foxe fonde ses récits avant la période début moderne sur plusieurs sources comme Eusèbe de Césarée, Bède le Vénérable, Matthieu Paris, et in grand nombre d'autres. Ses récits de ces événements anciens ne sont pas plus exacts que ses sources.
Le grand apport de Foxe reste, cependant, sa compilation des martyrs anglais de la période des Lollards jusqu'à la persécution menée par Marie Ire (reine d'Angleterre). À ce stade, Foxe dispose de sources de première main et de tous genres : registres épiscopaux, rapports des tribunaux, et l'attestation de témoins oculaires, une collection remarquable de sources pour l'écriture historique anglaise de cette période.
Néanmoins, Foxe traite souvent sa documentation de manière détachée, et tout lecteur doit être préparé de voir bon nombre d'erreurs et de contradictions mineures. Aussi bien, Foxe ne croit pas aux notions modernes de neutralité ou d'objectivité. Il installe clairement des notes en marge de son texte, comme "Marquer les pageants fous de ces petits papistes" et "Cette réponse se sent de falsification et de manipulation géniale."
La documentation contenue est généralement exacte, mais présentée de manière sélective. Parfois il se contente de recopier des documents mot pour mot ; d'autres fois, il les adapte pour son utilisation personnelle. Même si lui et ses lecteurs contemporains semblent plus crédules que la plupart des modernes, Foxe présente "des images vraisemblables et vivaces des manières et des sentiments du jour, beaucoup de détails qui n'auraient jamais pu être inventés par un inventeur." La manière de Foxe d'utiliser ses sources "proclame l'homme honnête, le chercheur sincère de la vérité."

## Évaluation et perspectives
Pour l'Église d'Angleterre, le livre de Foxe demeure un témoin essentiel des souffrances des fidèles chrétiens dans les mains des autorités catholiques anti-protestantes et aussi du miracle de leur endurance au moment de leur mort, soutenus et consolés qu'ils étaient par la foi pour laquelle ils périssaient en témoins et martyrs. Foxe souligne le droit du peuple anglais d'entendre ou de lire les Saintes Écritures dans leur propre langue et de recevoir leur message directement plutôt que par la médiation du clergé. La bravoure des martyrs face à la persécution devint un composant de l'identité anglaise.
Foxe est plus précis quand il évoque des événements de sa propre époque, et son livre est tout sauf un récit impartial de cette époque. Cependant, même si l’"Encyclopædia Britannica" de 1911 a accusé Foxe de "falsification délibérée des preuves", J.F. Mozley maintient que Foxe préserve un haut standard d'honnêteté. Et l'édition de l’Encyclopædia Britannica de 2009 note que le travail de Foxe est " détaillé et préserve beaucoup de matériel original sur la Réformation anglaise nulle part introuvable ailleurs."
Les catholiques romains considèrent Foxe comme une source importante de l'anticatholicisme anglais, apportant entre autres objections à cet ouvrage que le traitement des martyres sous Marie ne fait pas cas d'une confusion de l'époque entre les motifs politiques et religieux : par exemple, Il ignore la possibilité que certaines victimes pourraient avoir intrigué pour détrôner Marie. En fait, comme l'a remarqué David Loades, l'histoire de la situation politique telle que rapportée par Foxe est "remarquable objectif. Il n'essaie aucunement de considérer comme martyrs Thomas Wyatt et ses supporteurs, ou quiconque autre qui fut exécuté pour trahison, sauf pour George Eagles, qu'il deceit comme faussement accusé."

## Influence postérieure

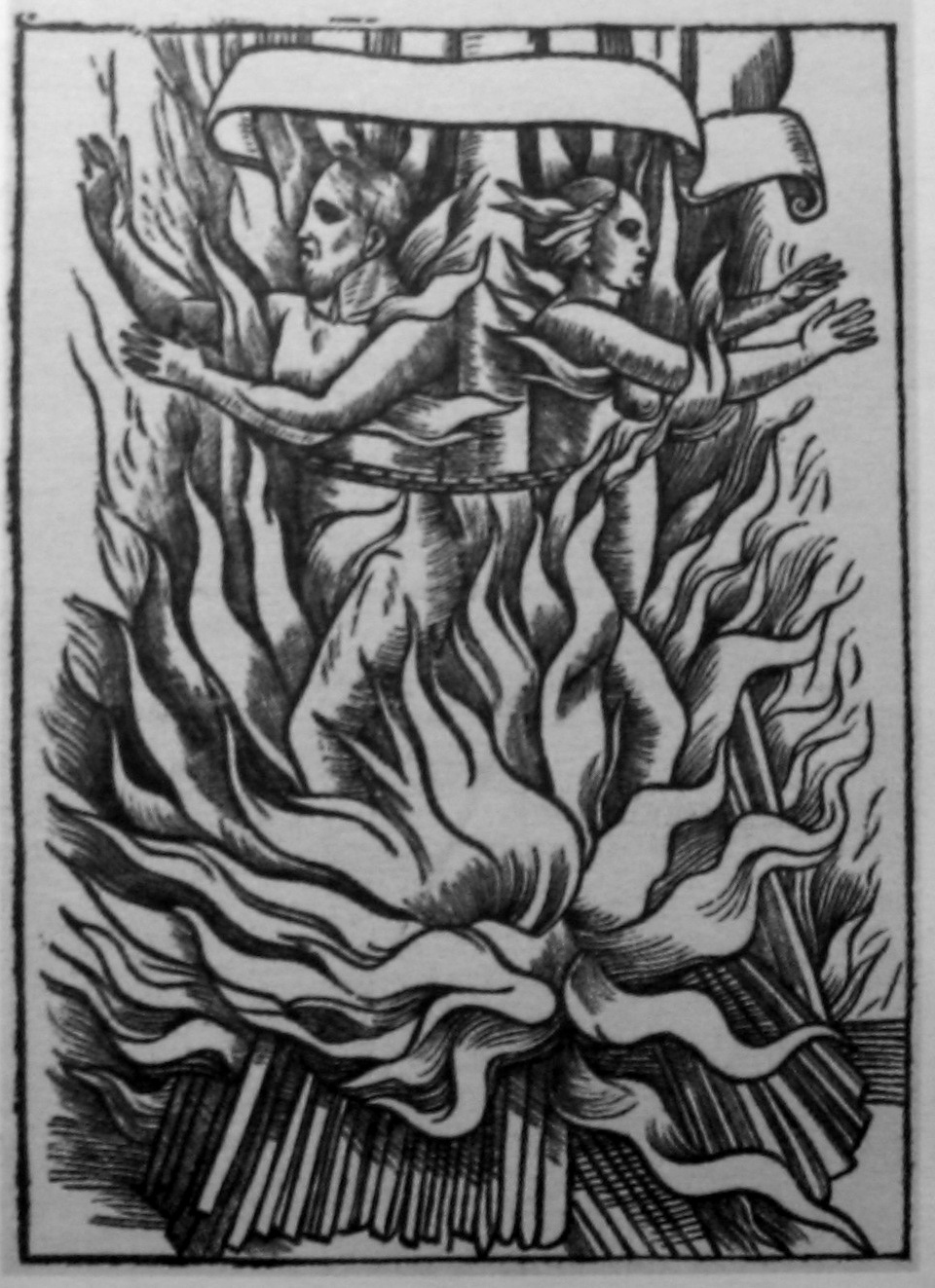
Martyre à deux sur un bûcher, 1558; d'après une édition de Foxe de 1641.

Après la mort de Foxe, le livre continue d'être publié et lu avec intérêt. John Burrow s'y réfère comme, après la Bible, "la plus grande influence sur la pensée protestante anglaise de la fin des Tudor et du début des Stuart."
Sur la fin du XVIIe siècle, cependant, on tend à abréger l'ouvrage pour n'y inclure que "les épisodes les plus spectaculaires de torture et de mort" et donnant alors à l'œuvre de Foxe "une qualité luride qui était certainement loin de l'intention de l'auteur." Comme l'ouvrage de Foxe est utilisé pour attaquer le catholicisme, et que l'anglicanisme de Haute Église se popularise, la fiabilité du livre est attaquée au début du XIXe siècle par un certain nombre d'auteurs, surtout Samuel R. Maitland. D'après les mots d'un catholique victorien, après la critique de Maitland, "nul avec quelque pretention littéraire... n'osait citer Foxe comme autorité."
La publication de la biographie de Foxe par J. F. Mozley en 1940 reflète un changement dans la perspective : il réévalue l'ouvrage de Foxe et "initie une réhabilitation de Foxe comme historien qui a continué à ce jour." Récemment, un intérêt renouvelé en Foxe comme personne importante, dans les études du début de l'époque moderne, a créé une demande pour une nouvelle édition critique de son livre.
D'après les mots de Thomas S. Freeman, un des plus importants spécialistes actuels de Foxe, "l'étude moderne a formé une évaluation plus complexe et nuancée sur la fiabilité des Actes et monuments.... Peut-être [Foxe] peut être le mieux comme plaidant pour in client dont il est certain de l'innocence et qu'il est déterminé à sauver. Comme l'avocat hypothétique, Foxe devait utiliser les preuves de ce qui arriva vraiment, des preuves qu'il était rarement en position d'inventer. Mais il ne présenterait des fait contre le client, et il savait arranger les preuves pour qu'elles se conforment à ce qu'il voulait qu'elles disent. Comme l'avocat, Foxe présente des preuves importantes et dit un côté de l'histoire qui doit être entendu. Mais il ne doit jamais être lu sans jugement, et ses buts partisans doivent toujours être prises en compte."